# 공상 룸바
《공상 룸바》(일본어: 空想ルンバ)는 2008년 1월 23일 발매된 TV애니메이션 ‘안녕, 절망선생’제2기 오프닝과 서브 엔딩의 앨범이다. 아티스트는 오츠키 켄지와 안녕 절망선생의 참가한 성우 5명(절망소녀들). .

## 수록곡
1. 공상 룸바 (空想ルンバ)
아티스트 : 오츠키 켄지와 절망소녀들(노나카 아이, 이노우에 마리나, 코바야시 유, 사와시로 미유키, 신타니 료코)
작사 : 오츠키 켄지, 작곡/편곡 : NARASAKI
2. 사랑의 길 로마네스크 (恋路ロマネスク)
아티스트 : 절망소녀들 (타나이 아스카, 사나다 아사미, 고토 유코, 마츠키 미유)
작사 : 村野直球, 작곡/편곡 : 橋本由香利
3. 공상 룸바 - Off Vocal (空想ルンバ 歌無し)
4. 사랑의 길 로마네스크 - Off Vocal (恋路ロマネスク 歌無し)

## 속 안녕, 절망선생 오프닝/엔딩
- 트랙1 ‘공상 룸바’는 속 절망선생 메인 오프닝으로 사용되었다.
- 트랙2 ‘사랑의 길 로마네스크’는 속 절망선생 서브 엔딩으로 사용되었다.